# Josef Hubáček
Josef Hubáček (17. října 1909 Kdyně – 9. dubna 1988 tamtéž) byl český letec, člen legendární akrobatické trojice Novák, Široký, Hubáček – mistrů světa v letecké akrobacii v předválečných letech.

## Životopis
Vyučil se strojním zámečníkem v přádelně ve Kdyni, kde pracoval jeden rok po vyučení jako tovaryš, ale převládl zájem o létání. 1. října 1928 byl jako osmnáctiletý přijat na vlastní žádost do Vojenské školy leteckého dorostu – oddílu pilotů v Prostějově a vycvičen jako pilot. K prvnímu sólovému letu se dostal v květnu 1929.
Po absolvování školy byl 1. října 1930 přidělen k 1. leteckému pluku TGM – 32. letce v Chebu jako stíhací pilot v hodnosti svobodníka. Zde noví piloti nacvičovali akrobacii ve skupině, nálety na pozemní cíle, orientační lety, přelety, navigaci a další prvky výuky u bojové jednotky. K tomu patřily ještě obvyklé služby jako stráže, výcvik nováčků a další vojenské povinnosti. Velitelem chebského letiště byl mjr. Hamšík, šéfpilotem a šéfinstruktorem rtm. František Novák. Tehdy si Josef určitě nemyslel, že se později s Novákem stanou dobrými přáteli.
V roce 1931 prošel i výcvikem ve střelbě v Malackách na Slovensku. Mimo bombardování cílů cvičil Josef a jeho kamarádi i střelbu na rukáv a letecké souboje. V této době opět prokázal své kvality a byl hodnocen velice kladně.
Dne 1. října 1933 byl přemístěn ke cvičné letce Leteckého pluku 1 v Praze, kde vykonával službu pilota a učitele létání. Poté byl zařazen do kurzu létání podle přístrojů a létání v noci a současně přidělen ke 43. stíhací letce u Leteckého pluku 1 v Praze. Od dubna do září 1935 vykonával službu u Výzkumného technického leteckého ústavu v Letňanech.
V roce 1932 pořádal aeroklub v Praze letecký den a Novák se ho chtěl také zúčastnit. Kromě své sólové akrobacie připravoval i skupinu pro akrobacii skupinovou, ale v té době mělo chebské letiště pouze tři instruktory a pro představení bylo potřeba pěti lidí. Dva piloti byli tedy vybráni přímo ze stíhací perutě, ti nejlepší skupináři – Josef Hubáček a Ota Hess.
První akrobatické vystoupení, kterého se Josef Hubáček zúčastnil, mělo velký úspěch. Za vynikající výkon v Praze byla skupina oceněna pochvalou. Letecký den v Praze byla však jen první vlaštovka, skupina skutečně vynikla až po armádním leteckém dnu v roce 1933, ten jí otevřel dveře do akrobatického světa.
Josef Hubáček byl v roce 1933 přeložen ke cvičné letce do Prahy, Novák a Široký s celou leteckou školou do Prostějova. Po Novákových úspěších v roce 1935 byl v témže roce společně se Širokým převelen do Prahy, aby mohli naše letectví ještě lépe reprezentovat (cvičit akrobaty). A tak se dostává slavná trojka v tomto roce opět dohromady. Kromě mnoha závodů v republice se zúčastnili závodů v r. 1935 v Rumunsku, v roce 1936 Olympiády v Berlíně a předvádění letecké akrobacie v Sovětském svazu, v r. 1937 mezinárodních leteckých závodů v Curychu.
Do Sovětského svazu letěli piloti na pozvání jejich velitele letectva, generála Alksnitze, v roce 1936. Předváděli vysokou akrobacii a školili v ní sovětské letce. Akrobacii předváděli postupně na několika nejvýznamnějších letištích a českému letectví udělali skutečně vynikající reklamu. Dokonce ještě v roce 1956 se objevil v novinách článek jistého vynikajícího sovětského válečného pilota, že ho k letectví vlastně přivedli čeští akrobati, které měl možnost vidět v roce 1936.
Na závody do Curychu v roce 1937 přiletěla československá skupina - Novák, Široký, Hubáček a další letci. České letectví tehdy nebylo příliš známé, vítězství se jasně očekávalo od některé z leteckých velmocí, Německa, Anglie, Francie a především Itálie. Avšak úspěchu Češi dosáhli už v sólové akrobacii, Novák se umístil druhý, Široký třetí a Hubáček čtvrtý. Nejdůležitější disciplína, skupinová akrobacie, přišla až na úplný konec závodů. České trio předvedlo vynikající výkon, se kterým se ostatní piloti nemohli srovnávat, a právem obsadilo první místo. Vítězství Čechoslováků vzbudilo značné překvapení a na české letce se začalo pohlížet jako na nebezpečnou konkurenci. Jenže časy se zhoršovaly, jak je zřejmé z následujících historických událostí, a proto byl tento první velký mezinárodní úspěch vlastně také poslední.
V té době však měli tito akrobati na kontě více mezinárodních úspěchů, například již zmiňované závody v Rumunsku, kde obsadili první místo, avšak až do závodů v Curychu se utkávali jen s místní konkurencí (Poláci, Maďaři…).
Poslední závody, kterých se Josef Hubáček zúčastnil, se konaly v r. 1937 v Praze. Zde konečně získal 1. místo za sólovou akrobacii a zároveň znamenalo vrchol sportovní kariéry.

### Od roku 1938
V květnu přišla první mobilizace, Josef ale povolán nebyl. Armáda si své nejlepší šetřila pro chvíle největší nouze. Všichni letci se začali připravovat na boj, avšak zanedlouho přišel Mnichovský diktát a naděje i odhodlání národa se zhroutily. Josef Hubáček zažil velkou potupu, když po přijetí Mnichovského diktátu musel létat s osmi leteckými atašé, kteří dohlíželi na plnění a oboustranné dodržování „smlouvy“ podél hranic a přihlížet oklešťování vlasti.
Josef Hubáček byl demobilizován a opět se vrátil k aeroliniím. Zde létal až do německé okupace 15. března 1939. V květnu byl již napevno domluvený s Novákem a Širokým, s nimiž opět navázal kontakt hned po okupaci, že odejdou do zahraničí. Novák měl přímé spojení se svazem letců, který tyto odchody organizoval.
Do Polska se podařilo Josefu Hubáčkovi přejít až na třetí pokus – 17. července 1939.
Z 15 lidí to zvládli jen dva – Josef Hubáček a Raymund Půda. Ráno se vydali vlakem do Krakova, kde bylo velké shromaždiště československých vojáků. V Krakově se ihned obrátili na čs. konzulát, který se jim postaral o ubytování. Na místě se také setkali s Novákem a Langrem. Postupně přicházeli další vojáci a v Krakově už nebylo místo. Rozhodli se proto ubytovat je v Malých Bronovicích, táboře nedaleko Krakova. Důstojníci byli ubytováni přímo v Krakově. V Bronovicích zůstali přibližně 3 týdny. Tam se Josef Hubáček setkal s Flekalem, dalším pilotem, se kterým létal v předváděcí skupině s Novákem. Po dlouhém čekání nastal konečně odjezd do Gdyně a odtud lodí do Francie. V dalších dnech připluli do Francie další Hubáčkovi kamarádi – Rajchrt, Zima, Rehka. O vojáky se staralo čs. velvyslanectví.

### Francie
Začal nábor do Cizinecké legie. Věděli, že přihláška je jen dočasná, avšak nikomu se nechtělo odjet do Afriky. Josef Hubáček se několikrát s kamarády podpisu vyhnul, ale jak se zvyšoval počet těch, kteří podepsali, byl nucen podepsat také. Mezi vojáky, velvyslanectvím a Francouzi se zvyšovalo napětí. Piloti byli dokonce vydíráni, že pokud nevstoupí do legie, budou transportováni na německé hranice. Všichni „odvedenci“ museli projít množstvím prohlídek a testů, než odjedou do Afriky. Odjezd byl již na spadnutí, když přišel zákaz transportů, protože propukla válka. Stíhači byli poté odesláni do Chartres, kde začalo jejich přecvičování a stali se součástí francouzského letectva. Do Chartres dorazil i František Novák, který se ujal velení čs. letců, poddůstojníkům velel rotmistr Josef Hubáček. Piloti se učili létat na francouzských strojích Morane Saulnier a amerických Curtiss.
Dne 1. prosince 1939 byl Josef Hubáček přidělen k francouzské bojové letce 3/3. stíhacího pluku, 6 letce na letiště Ochey u Toul jako stíhací pilot. Odtud vykonávali letci bojové lety na území Sárska a pro značné ztráty byl pluk přemístěn do Beavais. V prvních dnech německé invaze do Belgie a Holandska byli znovu přesunuti na belgické hranice a podnikali bojové lety (doprovod bombardérů) na území Belgie, kde byl Josef Hubáček sestřelen a zraněn.
Při jednom letu se Josef Hubáček dostal do souboje, během kterého sestřelil německý bombardér Dornier Do 17. Potom se obrátil a vydal se hledat svoji skupinu. V dálce viděl letadla, která považoval za francouzská. Čekalo ho velice nemilé překvapení, když se najednou ocitl uprostřed skupiny deseti německých letounů. Snažil se jít na přistání, ale zapletl se do ostnatých drátů, letadlo se začalo převracet a lámat a najednou bylo ticho. Neviděl, necítil bolest. Myslel si, že už je konec, když začal opět rozeznávat přístroje před sebou. Rozepnul pásy a vypadl po hlavě z letadla. Když se zvedl, zjistil, že mu z paže teče krev, ale bolest necítil. Rozhlížel se, kde je, ale najednou kolem něj opět začaly svištět kulky. Z křižovatky napravo po něm stříleli Němci, vlevo stáli Francouzi. Zanedlouho se objevila francouzská hlídka, která ho ošetřila a vzala si jeho legitimaci, bohužel i se všemi penězi. Voják se nevracel, když najednou zazněl povel k ústupu. Všichni začali utíkat, Josef, svlečený do půl těla, také. Na jakémsi shromaždišti se Josef dostal do sanitky, která jela dál na západ. Dorazili do malého městečka na severu Francie, kde Josefa vyšetřili a znovu ošetřili. Měl prostřelenou ruku, z rány mu koukala kulka, ale doktor řekl, že tam žádná není, a tak musel čekat ještě další dva dny, než mu v Bretani, kam odjel druhý den, kulku vyoperovali. Tam si opět po dlouhé době užil trochu klidu. Čas si krátil debatami, co bude dál, jací jsou Angličané apod. S francouzštinou neměl problém, už v Chantré dělal ostatním Čechoslovákům tlumočníka, jelikož francouzsky a německy uměl ze svých dřívějších dopravních letů. Léčil se v nemocnici v Dináre a po obsazení Francie Němci odjel posledním vlakem do Bordeaux. Československou jednotku zde již nezastihl, odjel do Bajonne a poté z přístavu St. Jean de Luce společně s polskými vojáky a uprchlíky 27. července 1940 do Velké Británie.

### Velká Británie
Josef Hubáček se stále snažil navázat kontakt s manželkou. Využíval své kontakty ve Švýcarsku a v Curychu k posílání dopisů, ale odpověď nepřicházela. Všechny dopisy však zadržovala francouzská tajná služba. V dubnu 1940 přišla zpráva o uznání naší armády. Zároveň však přišla smutná zpráva o Novákově úmrtí, a tak společně s přáteli vyrazil do Paříže rozloučit se s velkým přítelem. Ani na pohřbu však neměli klid, záhy přišla zpráva o německém vpádu do Belgie a letci museli znovu do boje. Následovalo několik pozorovacích letů a poté byli všichni přesunuti na letiště poblíž belgické hranice, kde se snažili brzdit německý postup. Zanedlouho ho zastihla zpráva o kapitulaci Francie a on věděl, že je čas opět zmizet.
Od jednoho z přátel, kterého v Bretani potkal, si vypůjčil 1000 franků, koupil si kufřík a některé nejnutnější věci a vydal se na nejbližší transport. Vlak mířil do Bordeaux, avšak zastavil v La Rochelle a dál nepokračoval. Všichni z transportu, včetně Josefa, byli ubytováni v klášteře. Josef nedokázal nečinně sedět a čekat, a tak si v noci sbalil věci a šel stopovat. Nikdo mu nezastavoval, tak se procházel po La Rochelle, když potkal svého bývalého velitele z Chantré. Ten mu zařídil místo v autobuse, který vezl důstojníky do Bordeaux, a druhý den již byl na místě. V Bordeaux byla umístěna výcviková základna pro československé piloty, ale když tam Josef Hubáček dorazil, zjistil, že letci byli již před dvěma dny přesunuti do Anglie. Josef Hubáček se vydal do Bordeaux hledat nějaký jiný způsob transportu. Chtěl se dostat na vlak ke španělským hranicím a tam nějak přejít. Jenže vlaky žádné nejezdily. Potuloval se po Bordeaux, všude bylo plno aut. V jednom z nich seděl muž, žena a dítě. Požádal je, aby ho odvezli na jih Francie, dal jim svých tisíc franků a oni mu vyhověli. Měli sice namířeno jinam, avšak kvůli Josefovi udělali velkou zajížďku a odvezli jej až do Bajou. V Bajou znovu zapracovala štěstěna, když potkal starého známého telegrafistu z velvyslanectví, muže jménem Barva. Ten zde pracoval s důstojníky z našeho velvyslanectví a podílel se na převážení vojáků do Anglie. Přes některé potíže se Josefovi konečně podařilo dostat se na loď plující do Anglie a po čtyřech dnech v Bajou se na palubě mohl konečně vyspat. Spal 24 hodin a další den ho již přivítala Velká Británie. Byl odeslán k čs. letecké skupině v Anglii v táboře u Gloucesteru.
V polovině července 1940 se v Duxfordu u Cambridge začala formovat 310. československá stíhací peruť. Velitelem 310. stíhací perutě se stal mjr. Alexander Hess, starší bratr Oty Hesse, velkého Josefova kamaráda, který zemřel při havárii v roce 1934. Major Hess byl Josefovým velitelem v letech 1933 - 1934, dobře ho tedy znal, a proto si ho, společně s dalšími zkušenými stíhači, vybral jako základ nové jednotky. Operační základnou se stalo letiště Duxford u Cambridge, kam také letci po několika dnech odjeli. Dostali britské uniformy, hodnost seržant a začali se přecvičovat na nové letouny. Všichni byli zkušení, a proto jim to nečinilo problémy. Výcvik vedl mladý důstojník Boulton, který hned po prvním letu Josefovi Hubáčkovi řekl, aby výcvik vedl sám. Za několik dní dostali bojová letadla Hawker Hurricane a začali na nich cvičit. Největším problémem byla angličtina, kterou nikdo z nich neuměl a proto se ji učili, kde to jen šlo. Velitel letky Josefa Hubáčka byl F/Lt. Jefferies, nadšený příznivec letecké akrobacie. Když se dozvěděl, že Josef dělal akrobacii, často za ním potom chodil a létali spolu. Po čase přibrali i Raymunda Půdu a nakonec při všech oficiálních událostech předváděli skupinovou akrobacii.
Výcvik čs. pilotů byl zakončen střelbami na pozemní cíle – do moře. 12. srpna 1940 se 310. stíhací peruť stala bojovou. Právě včas, německé bombardéry již začaly útočit na britská města. Blížila se bitva o Británii. 310. stíhací peruť začala dostávat nové úkoly, mezi něž patřily noční starty proti bombardérům nebo ochrana lodních konvojů.
V prvních dnech sestřelila 310. stíhací peruť 3 německá letadla, do konce září jí na konto přibylo dalších třicet. Dne 15. září 1940 se 310. stíhací peruť podílela na nejtěžší a nejkrvavější letecké operaci bitvy, při níž nepřítel nasadil 170 bombardérů typu Dornier 17 a značný počet stíhaček. Za tohoto vypjatého souboje, kdy se letcům podařilo zadržet silnou nepřátelskou formaci před Londýnem, sestřelil rtm. Hubáček Messerschmitt Bf 110, jeho Hurricane byl zasažen a Hubáček zraněn. Podle dostupných pramenů byl Hubáček sestřelen německým stíhacím esem Adolfem Gallandem. Raněný stroj opustil a zachránil se padákem. Při zásahu utrpěl průstřel hrudníku a pohmoždění nohy. Během jednoho letu byl Josef po druhé sestřelen. Probral se v domku, vedle něj seděl lékař. V nemocnici mu vytahali střepiny z nohy a za několik dní byl zpět u své perutě. Po krátkém léčení byl přeložen ke kurýrní letce č. 24 na letišti Hendon a v listopadu 1941 se opět vrátil ke své 310. squadroně RAF, u které sloužil až do 15. března 1941.
V prosinci 1940 byl Josef Hubáček za zásluhy ve Francii a Velké Británii povýšen na poručíka československé a zároveň britské armády.
Od 15. dubna do konce května 1941 byl zařazen jako instruktor československé letecké základně ve Wilmslow, kde vyučoval vojenskou taktiku československé piloty. Poté absolvoval přeškolovací kurz na dvoumotorová letadla na letišti v Cinrencestru a po jeho absolvování byl přidělen jako zalétávací pilot k 10. vojenské továrně na opravy letadel.
Nejprve zalétával nová letadla, pak na podzim přijal možnost přelétávat letadla z Kanady do Anglie v tzv. Atlantic Ferry Commando, kde nalétal tisíce kilometrů. Byl prvním československým letcem, který přeletěl Atlantský oceán (5. dubna 1942) i když jako druhý pilot na Catalině. Vykonal také nejvíce přeletů přes oceán (6) z čs. pilotů a jako jediný přeletěl Atlantik na Liberátoru. Kanada byla pro ně novou zemí a hned na začátku jej čekala celá řada školení, která byla všechna zakončena zkouškou. Byl přidělen k leteckému útvaru, který zajišťoval přelety letadel z Kanady do Anglie z letiště Dorval u Montrealu, jako pilot létal z Kanady přes Labrador, Grónsko, Island, Newfoundland do Anglie na letiště Prestwick ve Skotsku. Létal s velkým množstvím typů strojů, materiálu a často i osob. I při této práci zažil velmi nebezpečné situace, které hrozily skončit tragédií, problémy s navigací, defekty zařízení a mnoho dalšího. Přes všechno vyvázl bez zranění.
Z Kanady byl odvolán na žádost českého inspektorátu. Po návratu byl přidělen k anglické 24. přepravní peruti v Londýně na letišti Hendon. První úkol, kterého se Josef zhostil, bylo zásobování Malty. Ta byla obklíčena ze všech stran a námořní konvoje měly velké ztráty. Startovalo se z letiště na Gibraltaru vždy v podvečer. Přes noc se letělo přes Afriku a poté přistávalo na Maltě. Vojska Osy bombardovala Maltu ve dne v noci, a proto museli často piloti čekat dlouho nad mořem než dostali signál k přistání. Celá akce trvala 16-20 hodin, potom krátký odpočinek a znovu do akce. Místa určení se střídala, proto vždy po několika letech odlétal do Anglie a prováděl lety na Island, do Irska, po Anglii. Po invazi spojenců do Afriky byla celá peruť zahrnuta pod velení Američanů a prováděla dopravu vojáků a materiálu. Později probíhalo totéž po vylodění na Sicílii a v Itálii. V rámci svých úkolů se Josef dostal i do Indie, Řecka, Maroka, na Cejlon a mnoho dalších míst. Často také přepravovali důležité osoby. Válka se chýlila ke konci a cesty Josefa Hubáčka i ostatních českých vojáků se opět začaly stáčet blíže k vlasti. Létal do Belgie a Holandska. V roce 1945 letěl na Krym, na Jaltskou konferenci. Těsně před koncem války letěl s velitelem letectva gen. Janouškem do koncentračního tábora Buchenwald, který byl krátce předtím osvobozen a gen. Janoušek zde měl své bratry. Zde čekalo Josefa velké překvapení, když se najednou z hloučku Čechů u brány ozvalo: „Není to Pepík Hubáčků?!“ Mezi vězni bylo i několik jeho kamarádů ze Kdyně. Ti se na cestě domů setkali ve vlaku s paní Hubáčkovou, která se také vracela z vězení, a tak se dozvěděla, že manžel žije, ještě dřív, než se vrátil do Československé republiky.
Na závěr války se zúčastnil ještě několika letů do Postupimi a také vezl Churchillovu manželku. Při té příležitosti byl představen ministerskému předsedovi.

### Po válce
Po návratu do vlasti dne 18. srpna 1945 jeho a ostatní čs. vojáky čekalo bouřlivé přivítání a oslavování jejich hrdinství, které napomohlo znovuobnovení národní svobody. Byl přidělen k vojenské dopravní letce jako pilot na ruzyňské letiště, později velitel letky a od 1. prosince 1945 jak operační důstojník. Byl povýšen ze štábního rotmistra na kapitána. Protože Josef Hubáček byl od r. 1938 záložníkem a po válce se rozhodl zůstat ve vojenské službě, vyhovělo MNO jeho žádosti a byl přijat jako důstojník z povolání. V roce 1946 povýšen na štábního kapitána a v r. 1947 na majora letectva.
Avšak to byla jen poválečná euforie, to skutečné „poděkování“ mělo teprve přijít. Po změnách, provedených u ČSA byl požádán, aby ukončil vojenskou kariéru a vstoupil do ČSA jako vedoucí létajícího personálu. Po únorových událostech byl jmenován vedoucím operačního oddělení až do 4. března 1950, kdy byl dán do zajišťovací vazby v souvislostí s havárií letadla ČSA u Rýmařova. Ze zajišťovací vazby v Ostravě byl propuštěn a osvobozen 1. dubna 1950. Do zastávané funkce se nevrátil a nastoupil do pobočného závod ČSA - Svitletu v Gottwaldově. Zde pracoval až do 17. října 1950, kdy byl propuštěn při hromadném propuštění zahraničních vojáků. Byl mu jako politicky nespolehlivé osobě zakázán pobyt na území Prahy a musel rovněž opustit služební byl na ruzyňském letišti a vrátil se do bytu po rodičích v rodné Kdyni. Ve Kdyni pracoval jako závozník u lesů, až do zranění, které mu znemožnilo toto povolání dále vykonávat. Potom pracoval až do důchodu jako vedoucí účetní na MNV Kdyně. S manželkou měl jediného syna Michaela (* 17. dubna 1948), který dnes žije ve Kdyni.
V roce 1969 ho navštívila skupina leteckých nadšenců z Klatov s prosbou o pomoc při obnovení činnosti Pošumavského aeroklubu v Klatovech, jehož činnost byla přerušena v roce 1948 na pokyn ÚV KSČ. Nakonec ho přesvědčili, aby se stal předsedou Pošumavského aeroklubu v Klatovech, a v této funkci setrval prakticky až do konce svého života.
Plukovník Josef Hubáček zemřel po dlouhotrvajících srdečních obtížích 9. dubna 1988. Zemřel muž, který bojoval po boku vojáků, jejichž jména jsou významná po celém světě a kteří byli jeho přáteli, gen. Liška, gen. Fajtl, Douglas Bader a další. Historie novodobého Československa nepřinesla těmto hrdinům nic dobrého a v současnosti, kdy konečně z úst lidí zaznívá omluva za zločiny, které na nich režim spáchal, ji pan Hubáček již nemůže slyšet. Dnes starší obyvatelé Kdyně vědí, že pan Hubáček byl vlastenec, vynikající vzor vojenského letce a učitele, bojovník za vlast, člověk, který budoval nové československé dopravní letectvo. 

## Vyznamenání
- Československý válečný kříž 1939 – vydaný MNO v Londýně dne 28. října 1940 – čj. I/1 odděl. 308/1940;
- Československý válečný kříž 1939 – vydaný MNO v Londýně dne 28. října 1940 – čj. I/1 odděl. 1343l/1940;
- Československá medaile za zásluhy, I. stupně – vydaná MNO v Praze dne 19. ledna 1946, číslo matriky 8262;
- Pamětní medaile československé armády v zahraničí, se štítky F a VB – vydaná MNO v Londýně dne 7. 3. 1944, číslo 14900;
- Medaile Za vítězství nad Německem ve Velké Vlastenecké válce 1941-1945 – udělená Prezidiem Nejvyššího sovětu SSSR dne 7. dubna 1946, číslo C 250458;
- Bulharské vyznamenání „ Za graždanské zásluhy“ – r.1945;
- Francouzský válečný kříž udělený Brevet militaire de Pilote d´Avion „AIR FORCE CROSS“ – 5. února 1940 – číslo 28.003;
- 1939–1945 Star
- Atlantic Star
- Africa Star
- Řád svatého Olafa – R. 1945
- Mimořádné povýšení do hodnosti „PLUKOVNÍK V.V. IN MEMORIAM“ – rozkaz ministra obrany ČSFR čís. 09, ze dne 25.1.1992 - Praha
- Řád Bílého lva I. třídy (in memoriam)

## Životní odkaz
Plukovník Josef Hubáček byl a nadále zůstává legendou pro generace letců od dob první republiky až do dnešních dnů.
Již v době před druhou světovou válkou patřil díky svému talentu, píli, houževnatosti a lásce k létání mezi generaci leteckých učitelů, kteří nejen reprezentovali mistrovství československých letců, ale zásadním způsobem přispěli k výchově těch, kteří v průběhu druhé světové války v řadách RAF bojovali.
Byl ryzím vlastencem a vzorem vojáka – důstojníka, plnícího vzorně povinnosti vyplývající z přísahy – viz ocenění jeho vykonaných činů řadou vyznamenání. Svými činy a vystupováním je i pro současnou generaci mladých příslušníků armády a letectva zvlášť vzorem, hodným k následování. V neposlední řadě je třeba připomenout jeho jednoznačný podíl na rozvoji a řízení civilní letecké dopravy po skončení druhé světové války v rámci Československých aerolinií, kde uplatnil své praktické zkušenosti z výkonu funkce dopravního pilota před válkou i v průběhu války.
Byl jedním z mála pilotů, kterým byla svěřena odpovědnost za leteckou přepravu představitelů Velké Británie na místa jednání v době války.
V roce 2024 vydal RNDr. Daniel Švec knihu Bojující král vzduchu F/Lt Josef Hubáček, AFC. V knize popisuje příběhy Josefa Hubáčka prostřednictvím jeho ručně psaných poznámek. Tomu, co v nich zachoval, je určena i náplň jednotlivých kapitol. Autor knihy zkorigoval jednotlivé pasáže, aby na sebe navazovaly a tvořily tak ucelený příběh. Vyprávění je doplněno dalšími střípky ze vzpomínek jiných letců, kteří prožili podobné životní momenty.